# Archophileurus burmeisteri
Archophileurus burmeisteri är en skalbaggsart som beskrevs av Gilbert John Arrow 1908. Archophileurus burmeisteri ingår i släktet Archophileurus och familjen Dynastidae. Inga underarter finns listade.